# 馬圖里迪派
馬圖里迪派是遜尼派的一个神学学派，以馬圖里迪的名字命名。 马图里德派最初主要在河中地区流行 ，後來又傳播至波斯、奥斯曼帝国和莫卧儿帝国。  一些回族和南亚穆斯林也信奉馬圖里迪派。 